# Blossia grandicornis
Blossia grandicornis är en spindeldjursart som beskrevs av Lawrence 1929. Blossia grandicornis ingår i släktet Blossia och familjen Daesiidae. Inga underarter finns listade.